# Гендрон (Кентуккі)
Гендрон (англ. Hendron) — переписна місцевість (CDP) в США, в окрузі Маккракен штату Кентуккі. Населення — 4774 особи (2020).

## Географія
Гендрон розташований за координатами 37°2′0″ пн. ш. 88°38′52″ зх. д. / 37.03333° пн. ш. 88.64778° зх. д. (37.033404, -88.647689).  За даними Бюро перепису населення США в 2010 році переписна місцевість мала площу 13,52 км², з яких 13,47 км² — суходіл та 0,04 км² — водойми.

## Демографія
Згідно з переписом 2010 року, у переписній місцевості мешкало 4687 осіб у 2096 домогосподарствах у складі 1288 родин. Густота населення становила 347 осіб/км².  Було 2275 помешкань (168/км²).
Расовий склад населення:
| - 91,0 % — білих - 5,0 % — чорних або афроамериканців - 1,2 % — азіатів - 0,4 % — корінних американців - 1,0 % — осіб інших рас |

До двох чи більше рас належало 1,5 %. Частка іспаномовних становила 2,4 % від усіх жителів.
За віковим діапазоном населення розподілялося таким чином: 21,1 % — особи молодші 18 років, 58,2 % — особи у віці 18—64 років, 20,7 % — особи у віці 65 років та старші. Медіана віку мешканця становила 43,9 року. На 100 осіб жіночої статі у переписній місцевості припадало 90,5 чоловіків;  на 100 жінок у віці від 18 років та старших — 86,6 чоловіків також старших 18 років.
Середній дохід на одне домашнє господарство  становив 75 755 доларів США (медіана — 52 448), а середній дохід на одну сім'ю — 80 738 доларів (медіана — 71 267). Медіана доходів становила 61 408 доларів для чоловіків та 37 763 долари для жінок. За межею бідності перебувало 13,4 % осіб, у тому числі 20,6 % дітей у віці до 18 років та 11,1 % осіб у віці 65 років та старших.
Цивільне працевлаштоване населення становило 2195 осіб. Основні галузі зайнятості: освіта, охорона здоров'я та соціальна допомога — 23,5 %, виробництво — 13,4 %, науковці, спеціалісти, менеджери — 10,2 %, транспорт — 9,4 %.